# Glaresis alfierii
Glaresis alfierii är en skalbaggsart som beskrevs av Rudolph Petrovitz 1968. Glaresis alfierii ingår i släktet Glaresis och familjen Glaresidae. Inga underarter finns listade i Catalogue of Life.